# Pipriac
Pipriac település Franciaországban, Ille-et-Vilaine megyében. Lakosainak száma 3871 fő (2022. január 1.). Pipriac Bruc-sur-Aff, Lieuron, Saint-Ganton, Saint-Just, Saint-Séglin, Guipry-Messac és Val d'Anast községekkel határos.

## Népesség
A település népességének változása:
| Lakosok száma | 2848 | 2669 | 2772 | 3182 | 3672 | 3699 | 3745 | 3813 | 3847 | 3871 |
|               | 1968 | 1982 | 1990 | 2006 | 2013 | 2015 | 2017 | 2019 | 2020 | 2022 |